# Nobelkommitté

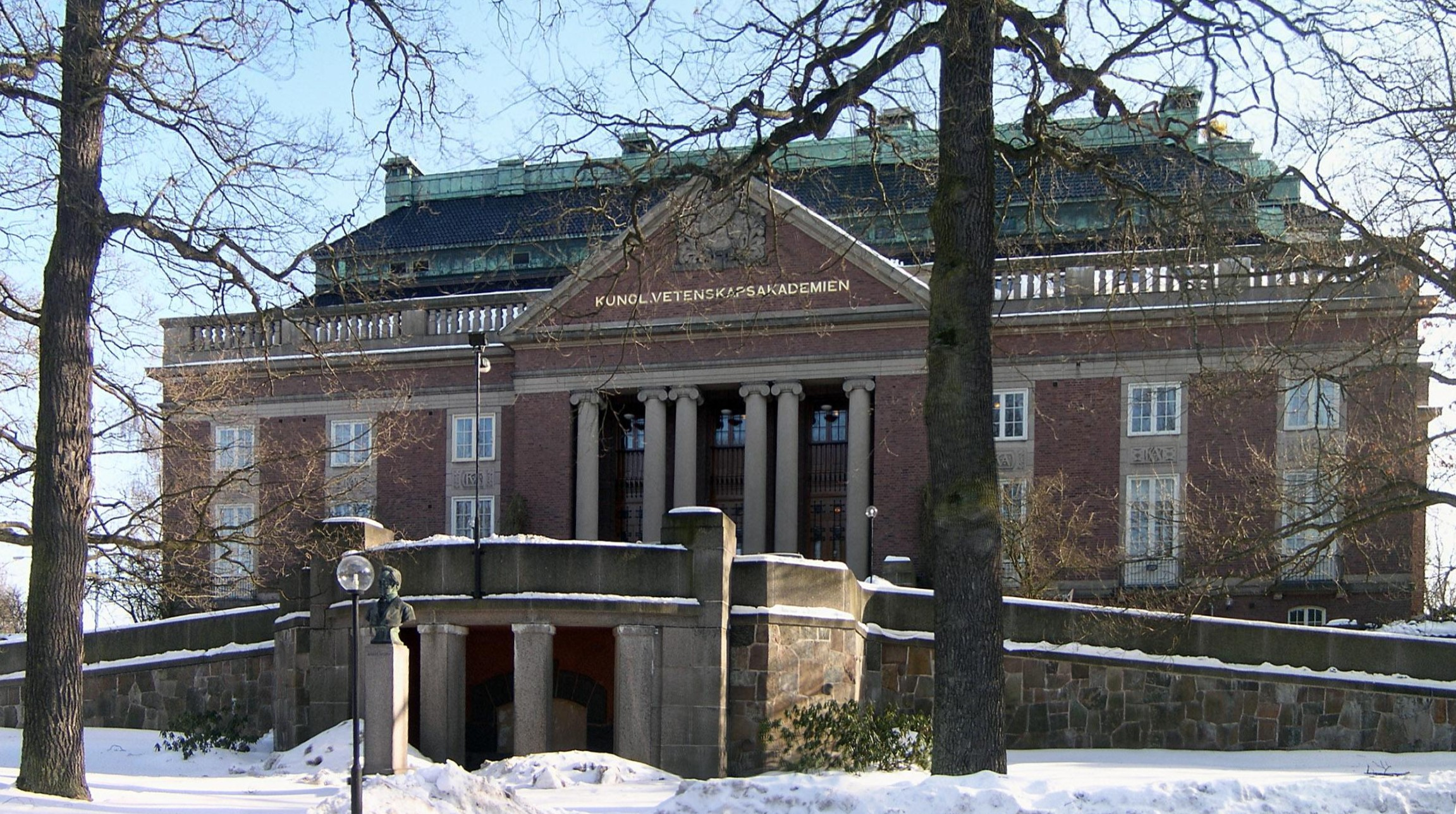
Två av nobelkommittérna, för fysik och kemi, samt kommittén för ekonomipriset, finns vid Kungliga Vetenskapsakademien.

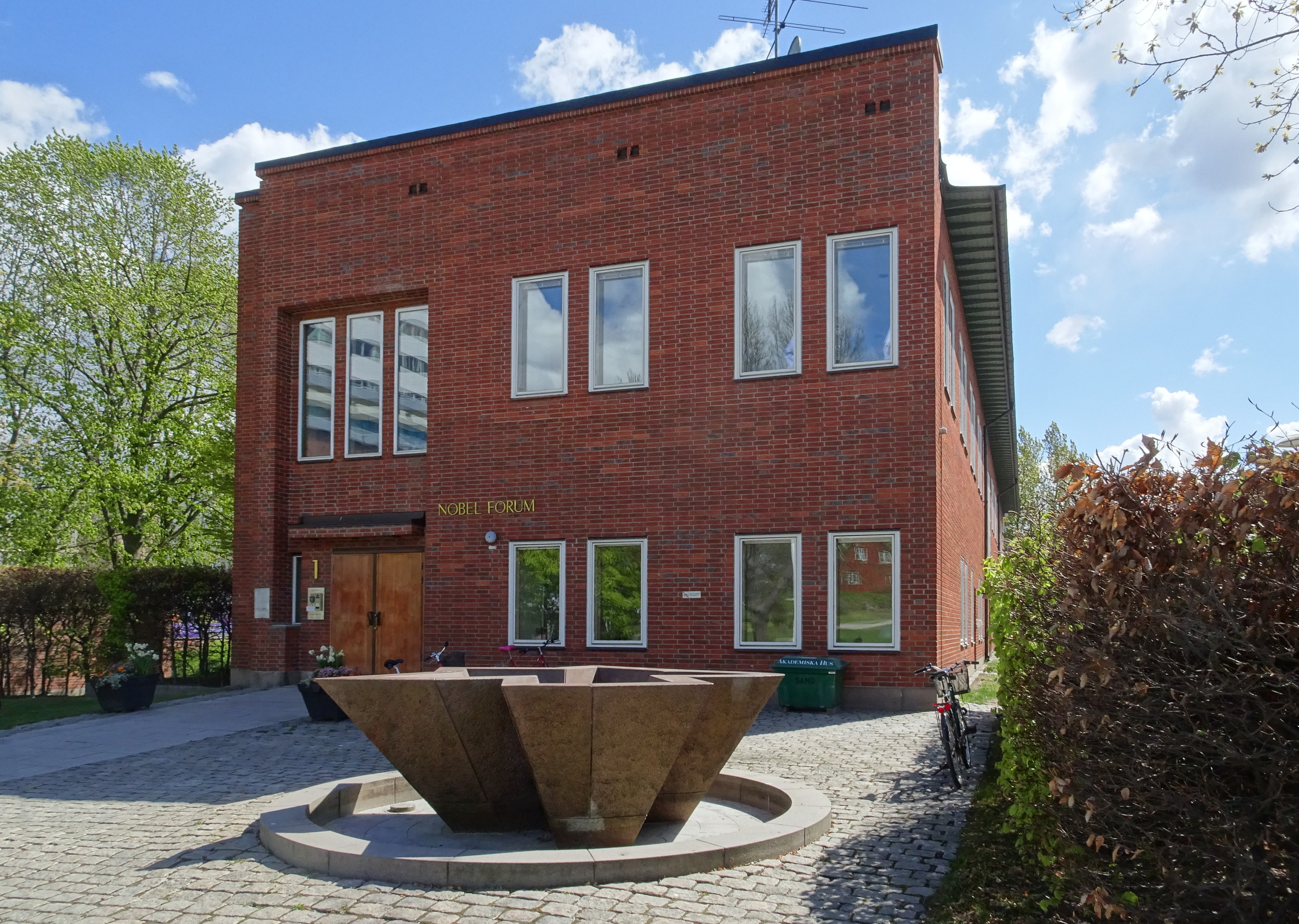
Nobelkommittén för fysiologi eller medicin finns i Nobel Forum på Campus Solna.

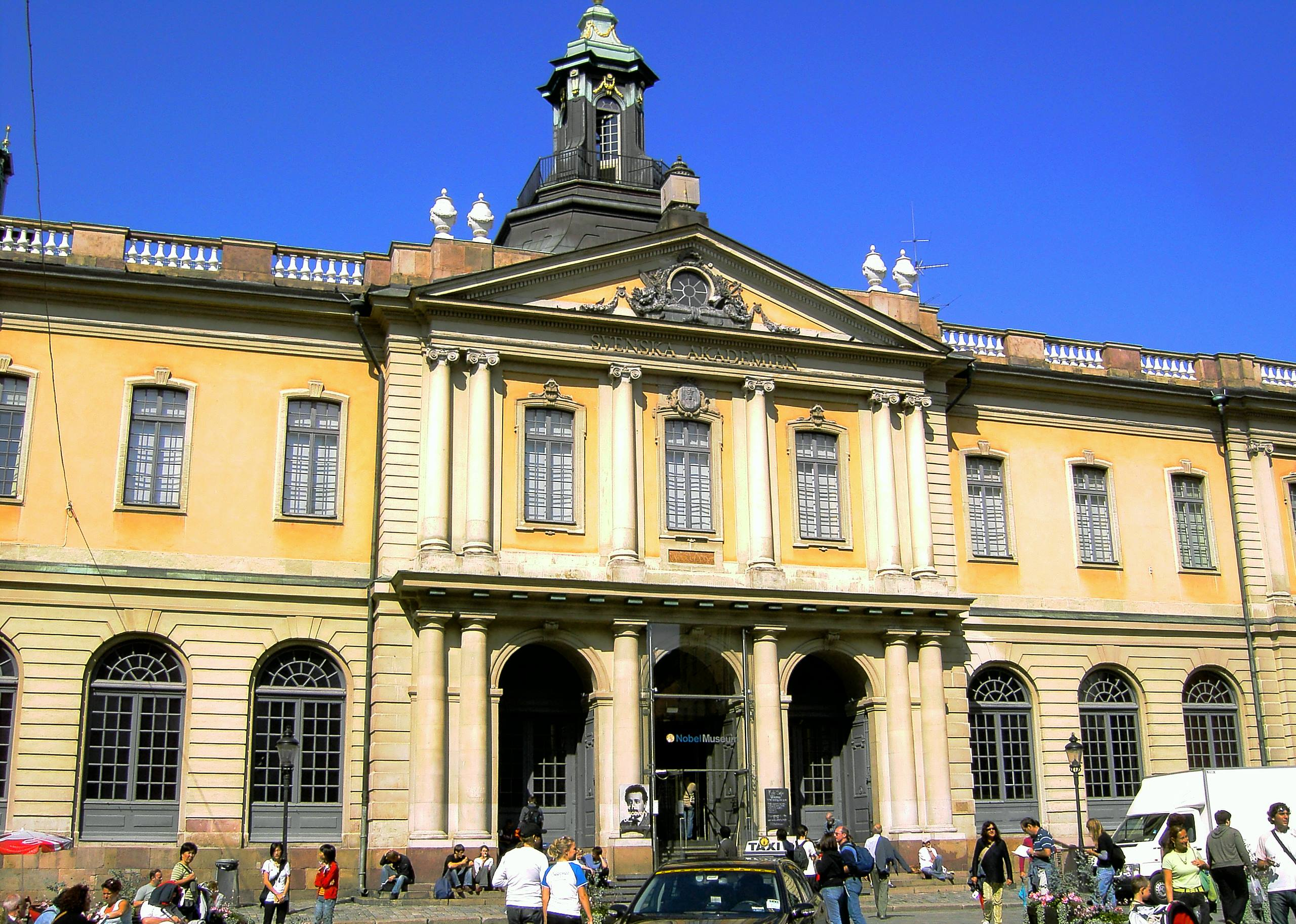
Nobelkommittén för litteratur finns vid Svenska Akademien.

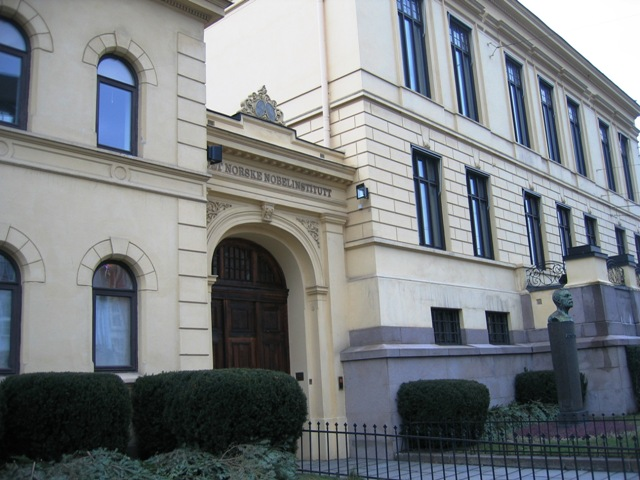
Norska Nobelkommittén, som utses av Stortinget, har en egen stödjande organisation i form av Norska Nobelinstitutet.

Nobelkommitté är den grupp av personer som hanterar huvuddelen av arbetet med att utse Nobelpristagare. 
Det finns fem nobelkommittéer, där fyra av dem, de för fysik, kemi, fysiologi eller medicin respektive litteratur är arbetsgrupper inom respektive prisutdelande institution: Kungliga Vetenskapsakademien, Nobelförsamlingen vid Karolinska Institutet samt Svenska Akademien. Dessa nobelkommittéer väljer ut lämpliga pristagare bland de föreslagna (OBS ej nominerade), medan det slutgiltiga beslutet fattas i en större församling inom institutionen; hela akademien för prisen i fysik, kemi, respektive litteratur, och de 50 ledamöterna i Nobelförsamlingen vid Karolinska Institutet för priset i fysiologi eller medicin. Den femte nobelkommittén, Norska Nobelkommittén som hanterar Nobels fredspris, har en särställning genom att den även är ett beslutande organ för sitt pris.
Arbetet med att ta fram pristagare till Sveriges Riksbanks pris i ekonomisk vetenskap till Alfred Nobels minne sker på samma sätt som för de fem nobelprisen, och motsvarigheten till nobelkommittén heter Kommittén för Sveriges Riksbanks pris i ekonomisk vetenskap till Alfred Nobels minne.

## Ledamöter
Nobelkommittéerna inom de svenska prisutdelande institutionerna kan bestå av tre, fyra eller fem ledamöter, och Norska Nobelkommittén består av fem ledamöter. Ledamöterna utses av respektive prisutdelande institution, och behöver varken vara medlemmar av respektive prisutdelande institution eller svenska eller norska medborgare.
En av ledamöterna fungerar som ordförande i kommittén. Respektive kommitté har utöver ledamöterna också en sekreterare, som deltar i arbetet men som inte har rösträtt. Det förekommer också att kommittéerna har en eller flera adjungerade ledamöter, som heller inte har rösträtt.

## Arbetet i kommittéerna
Nobelkommittéernas respektive ekonomipriskommitténs arbete innefattar bland annat att gå igenom inkomna nomineringar, utvärdera och följa upp centrala kandidater, och årligen ta fram en rekommendation avseende pristagare.
Endast för fredspriset var Alfred Nobel mer specifik i sina anvisningar i hur pristagare skulle utses, och skrev "Prise[t]... för fredsförfäktare [utdelas] af ett utskott af fem personer som väljas af Norska Stortinget", och detta förklarar också varför Norska Nobelkommittén är den enda nobelkommitté som också är beslutsorgan. För de övriga prisen nämndes bara vilken institution som skulle utse pristagare. Utnyttjandet av nobelkommittéer och procedurer för att utse ledamöter av nobelkommittéerna har dock slagits fast i Nobelstiftelsens stadgar och de särskilda stadgar som gäller för respektive prisutdelande institutions arbete. Fysikern och kemisten Svante Arrhenius hade en viktig roll i att utforma nobelkommittéernas arbetssätt när kommittérna inrättades.
Dokumentation från nobelkommittéernas arbete är inte offentlig. Regelverket föreskriver 50 års strikt sekretess för allt material. För material som är mer än 50 år gammalt tillämpar de olika prisutdelande institutionerna olika policy, och dessutom protokollför de olika institutionerna arbetet i olika utsträckning.